# Energiedichtheid
De energiedichtheid is de hoeveelheid energie per massa- of volume-eenheid, opgeslagen in een stof. Bij conventionele brandstoffen en accu's gaat het daarbij om chemische energie, voor kernbrandstoffen spreekt men van kernenergie. In het geval de stof verbrand wordt, spreekt men ook wel van calorische waarde. Voor de geschiktheid van een stof als energiebron is niet alleen de energiedichtheid van belang, maar ook de energiebalans: hoeveel energie geïnvesteerd moet worden om een bepaalde hoeveelheid energie te verkrijgen.

## Energiedichtheid per brandstof
Bij brandstoffen wordt de energiedichtheid enkel op basis van de brandstof zelf vermeld. Voor verbranding is echter ook een grote hoeveelheid zuurstof nodig. Zou men die meerekenen, dan is de energiedichtheid veel lager. Voor de meeste gebruikers is dit niet van belang omdat zuurstof (uit de lucht) in ruime hoeveelheid voorhanden is. Maar voor bijvoorbeeld een onderzeeboot geldt dat niet.
De grootste energiedichtheid hoort bij de volledige annihilatie van materie met antimaterie.
|                                       |                    | energiedichtheid | energiedichtheid |              |
| Energiebron                           | Aggregatietoestand | in MJ            | in kWh           | per          |
| Kernreacties                          | Kernreacties       | Kernreacties     | Kernreacties     | Kernreacties |
| ------------------------------------- | ------------------ | ---------------- | ---------------- | ------------ |
| Annihilatiereactie                    | n.v.t.             | 90 × 109         | 25 × 109         | kg           |
| Kernfusie van deuterium-tritium       | gas of plasma      | 58 × 107         | 16 × 107         | kg           |
| Kernsplijting van uranium             | vast               | 80 × 106         | 22 × 106         | kg           |
| Verbranding                           |                    |                  |                  |              |
| steenkool                             | vast               | 26,6             | 7,39             | kg           |
| plastic                               | vast               | 30               | 8,3              | kg           |
| droog hout                            | vast               | 19               | 5,3              | kg           |
| droge koemest                         | vast               | 15               | 4,2              | kg           |
| dieselolie                            | vloeibaar          | 42,7             | 11,86            | kg           |
| benzine                               | vloeibaar          | 44,0             | 12,22            | kg           |
| lpg                                   | vloeibaar          | 45,2             | 12,56            | kg           |
| methanol                              | vloeibaar          | 18               | 5                | liter        |
| kerosine                              | vloeibaar          | 43,5             | 12,08            | kg           |
| aardgas                               | gas                | 31,65            | 8,8              | Nm3          |
| lichtgas                              | gas                | 11               | 3,1              | Nm3          |
| waterstof                             | gas                | 10,8             | 3,0              | Nm3          |
| Batterijen en accu's                  |                    |                  |                  |              |
| Li-ion batterij netto capaciteit      | vast               | 0,43 - 0,54      | 0,12 - 0,15      | kg           |
| gebruik in brandstofcel van waterstof | gas                | 1,13             | 0,313            | liter        |

## Elektromagnetische straling
Bij elektromagnetische straling met een continuüm van golflengten/frequenties kan men de energiedichtheid ten opzichte van de golflengte bekijken (eenheid: J/m), wat dan ook meestal wordt geschreven als functie van golflengte, of de energiedichtheid ten opzichte van de frequentie (eenheid: J/Hz), geschreven als functie van frequentie. De energie van de stralingscomponenten tussen twee golflengten of frequenties is de integraal van de betreffende energiedichtheidfunctie. Bij het omrekenen van de golflengtevorm naar de frequentievorm en terug dient er rekening mee te worden gehouden dat vanwege
{\displaystyle \lambda ={\frac {c}{\nu }}}
geldt
{\displaystyle |\mathrm {d} \lambda |={\frac {c}{\nu ^{2}}}|\mathrm {d} \nu |}   en   {\displaystyle |\mathrm {d} \nu |={\frac {c}{\lambda ^{2}}}|\mathrm {d} \lambda |}
overeenkomstig substitutie van de variabele bij integratie.
Als gevolg van de omrekeningsfactor zal in geval van energiedichtheidfuncties met een piek, de piek van de functie van golflengte niet helemaal corresponderen met die van de functie van frequentie. Bij bijvoorbeeld een zwarte straler liggen de pieken bij een golflengte van 2,90 mm gedeeld door de temperatuur in kelvin, en een frequentie van 58,8 GHz maal de temperatuur in kelvin (het product is 170.000 km/s in plaats van de lichtsnelheid), zie bijvoorbeeld kosmische achtergrondstraling.
Bij een grafische representatie met lineaire horizontale en verticale schalen wordt die hoeveelheid energie gevisualiseerd als een oppervlakte. Bij een grafische representatie met voor één of beide assen een logaritmische schaal geldt dit niet meer.
Een en ander geldt ook voor energie per tijdseenheid (vermogen) en/of per oppervlakte-eenheid en/of per ruimtehoek.

## Ideaal gas
De kinetische energie per volume-eenheid van de moleculen van een ideaal gas (met stilstaand massamiddelpunt) is 1,5 maal de druk. Bij een druk van 1 Pa ( = 1 m−1·kg·s−2) is deze energiedichtheid dus 1,5 J/m3 (= 1,5 m−1·kg·s−2, wat gelijk is aan 1,5 Pa).

## Brandstofprijs
Bij de aanschaf van brandstof moet men niet alleen letten op de prijs per liter, maar ook op de energiedichtheid. Aan de pomp is een liter lpg goedkoper dan benzine, maar de energiedichtheid is ook minder. Lpg heeft een gemiddelde verbrandingswaarde van 26 MJ/L en benzine van 33 MJ/L, dus om de gasprijs eerlijker te vergelijken met de benzineprijs kun je de gas-literprijs verhogen met 27%.
Dat geldt nog veel meer voor stadsgas, dat per kubieke meter wordt afgerekend. Om de kostprijs van stadsgas te vergelijken met elektriciteit (dat per kWh wordt afgerekend), is kennis van de energiedichtheid van het gas vereist.

## Trivia
In vroeger eeuwen hebben geleerden zich verbaasd over de enorme energieproductie van de zon. De zon is groot, de straal is meer dan een miljoen kilometer. Een klomp steenkool met die afmeting kan bij verbranding 4×1038 J produceren. Dat is veel, maar het uitgestraalde vermogen van de zon is ook groot: 4×1026 W. Zou de zon van steenkool (of een ander brandbaar materiaal) zijn, dan zou ze na 30.000 jaar opgebrand zijn. Uit bovenstaande tabel blijkt echter dat kernfusie 20 miljoen keer zo veel oplevert.